# Terron-sur-Aisne
Terron-sur-Aisne és un municipi francès situat al departament de les Ardenes i a la regió del Gran Est. L'any 2007 tenia 116 habitants.

## Demografia

### Població
El 2007 la població de fet de Terron-sur-Aisne era de 116 persones. Hi havia 56 famílies de les quals 24 eren unipersonals (12 homes vivint sols i 12 dones vivint soles), 16 parelles sense fills i 16 parelles amb fills.
La població ha evolucionat segons el següent gràfic:
Habitants censats

### Habitatges
El 2007 hi havia 79 habitatges, 56 eren l'habitatge principal de la família, 14 eren segones residències i 9 estaven desocupats. 76 eren cases i 2 eren apartaments. Dels 56 habitatges principals, 51 estaven ocupats pels seus propietaris, 3 estaven llogats i ocupats pels llogaters i 2 estaven cedits a títol gratuït; 1 tenia dues cambres, 1 en tenia tres, 11 en tenien quatre i 43 en tenien cinc o més. 39 habitatges disposaven pel capbaix d'una plaça de pàrquing. A 30 habitatges hi havia un automòbil i a 18 n'hi havia dos o més.

### Piràmide de població
La piràmide de població per edats i sexe el 2009 era:
| Homes | Edats   | Dones |
| ----- | ------- | ----- |
| 0     | 95 o +  | 0     |
| 8     | 90 a 94 | 0     |
| 0     | 85 a 89 | 4     |
| 4     | 80 a 84 | 0     |
| 4     | 75 a 79 | 8     |
| 4     | 70 a 74 | 0     |
| 0     | 65 a 69 | 0     |
| 4     | 60 a 64 | 0     |
| 0     | 55 a 59 | 4     |
| 4     | 50 a 54 | 8     |
| 4     | 45 a 49 | 0     |
| 8     | 40 a 44 | 0     |
| 4     | 35 a 39 | 0     |
| 4     | 30 a 34 | 12    |
| 4     | 25 a 29 | 0     |
| 0     | 20 a 24 | 0     |
| 0     | 15 a 19 | 0     |
| 0     | 10 a 14 | 0     |
| 4     | 5 a 9   | 8     |
| 0     | 0 a 4   | 4     |

## Economia
El 2007 la població en edat de treballar era de 64 persones, 42 eren actives i 22 eren inactives. De les 42 persones actives 36 estaven ocupades (23 homes i 13 dones) i 6 estaven aturades (3 homes i 3 dones). De les 22 persones inactives 12 estaven jubilades, 5 estaven estudiant i 5 estaven classificades com a «altres inactius».

### Ingressos
El 2009 a Terron-sur-Aisne hi havia 58 unitats fiscals que integraven 126 persones, la mediana anual d'ingressos fiscals per persona era de 15.441,5 €.

### Activitats econòmiques
Dels 3 establiments que hi havia el 2007, 1 era d'una empresa de fabricació d'altres productes industrials, 1 d'una empresa d'hostatgeria i restauració i 1 d'una empresa de serveis.
L'únic servei als particulars que hi havia el 2009 era un restaurant.
L'any 2000 a Terron-sur-Aisne hi havia 5 explotacions agrícoles.

## Poblacions més properes
El següent diagrama mostra les poblacions més properes.